# Ritual (álbum de In This Moment)
Ritual  es el sexto álbum de la banda de metalcore In This Moment. Fue lanzado por Roadrunner Records que conjuntaran con la otra disquera Atlantic Records el 21 de julio de 2017. El álbum será producido por Kevin Churko quien produjo su anterior álbum Black Widow.
Este es el primer álbum de la banda desde la salida del baterista Tom Hane, que dejó la banda en 2016 citando diferencias creativas. Hane fue reemplazado por Kent Diimmel poco después. El 11 de mayo de 2017, el título del álbum y la portada del álbum fue lanzado en los medios sociales de la banda. El primer sencillo, "Oh Lord", fue lanzado el 12 de mayo de 2017 junto con la lista de canciones, videos musicales y pre-orden digital del álbum
.

## Lista de canciones
Todas las canciones escritas y compuestas por Maria Brink, Chris Howorth, and Kevin Churko, except where noted. All tracks produced by Kevin Churko. 
| N.º | Título                                    | Escritor(es)                                      | Duración |  |
| 1.  | «Salvation»                               |                                                   | 2:21     |  |
| 2.  | «Oh Lord»                                 |                                                   | 4:07     |  |
| 3.  | «Black Wedding» (con Rob Halford)         | Brink, Howorth, Churko, Billy Idol, Scott Stevens | 4:07     |  |
| 4.  | «In the Air Tonight» (Phil Collins cover) | Phil Collins                                      | 4:57     |  |
| 5.  | «Joan of Arc»                             | Brink, Howorth, Churko, Johnny Andrews            | 3:37     |  |
| 6.  | «River of Fire»                           |                                                   | 3:57     |  |
| 7.  | «Witching Hour»                           |                                                   | 4:09     |  |
| 8.  | «Twin Flames»                             |                                                   | 5:00     |  |
| 9.  | «Half God, Half Devil»                    | Brink, Howorth, Churko, Dave Bassett              | 4:11     |  |
| 10. | «No Me Importa»                           |                                                   | 4:16     |  |
| 11. | «Roots»                                   |                                                   | 4:10     |  |
| 12. | «Lay Your Gun Down»                       |                                                   | 4:03     |  |

Bonus track
| Japan bonus track |                           |          |  |
| N.º               | Título                    | Duración |  |
| 13.               | «Creep» (Radiohead cover) |          |  |

## Posicionamiento en lista
| Lista (2017)                          | Posiciones |
| ------------------------------------- | ---------- |
| Australia (ARIA)                      | 43         |
| Austria (Ö3 Austria)                  | 44         |
| Bélgica (Ultratop flamenca)           | 84         |
| Bélgica (Ultratop valona)             | 137        |
| Canadá (Billboard Canadian Albums)    | 30         |
| New Zealand Heatseekers Albums (RMNZ) | 2          |
| Suiza (Schweizer Hitparade)           | 50         |
| Reino Unido (UK Albums Chart)         | 95         |
| Reino Unido (UK Rock & Metal Albums)  | 7          |
| Estados Unidos (Billboard 200)        | 23         |
| Estados Unidos (Top Hard Rock Albums) | 3          |
| Estados Unidos (Top Rock Albums)      | 6          |

## Personal
- Maria Brink - voz
- Chris Howorth - guitarra solista, coros
- Travis Johnson - guitarra baja
- Randy Weitzel - guitarra rítmica
- Kent Diimmel - batería
- Rob Halford  - voces adicionales en "Black Wedding"